# Vladimir Nikolaevič Derevenko
Vladimir Nikolaevič Derevenko (San Pietroburgo, 1879 – 1936) è stato un medico e chirurgo russo.

## Biografia

### Al servizio dei Romanov
Prima della rivoluzione russa, Derevenko era un medico al servizio della corte dello zar Nicola II. Dal 1912 divenne il medico personale assegnato per la cura dello zarevic Alessio, affetto da emofilia. Suo figlio, Kolja Derevenko, divenne particolarmente amico del giovane principe ereditario. Nicola II venne costretto ad abdicare nel marzo del 1917 e venne esiliato con la sua famiglia nel villaggio siberiano di Tobol'sk nel mese di agosto di quell'anno, viaggio nel quale si imbarcarono volontariamente anche Derevenko e la sua famiglia, per devozione verso la famiglia imperiale. Nel maggio del 1918 i Derevenko accompagnarono la famiglia imperiale a Ekaterinburg. Come molte altre personalità dell'entourage dell'ormai ex famiglia imperiale, a Derevenko venne proibito di rimanere coi Romanov all'interno di Casa Ipat'ev. Venne perciò sistemato in una casa lungo la strada, dalla quale Derevenko ottenne il permesso occasionalmente di portarsi a visitare il figlio di Nicola II. Alle prime ore del 17 luglio 1918 la famiglia imperiale venne giustiziata per ordine del governo bolscevico.

### Dopo i Romanov
Una settimana dopo i tragici eventi, Ekaterinburg cadde nelle mani dell'Armata Bianca anti-bolscevica mentre la guerra civile russa raggiungeva il proprio apice. Derevenko e la sua famiglia rimasero a Ekaterinburg, dove continuò a svolgere la sua attività di medico, coadiuvando anche gli investigatori dei Bianchi che svolsero da subito indagini sulla morte dei membri della famiglia imperiale. Quando l'Armata Rossa bolscevica riprese la città sul finire del 1918, Derevenko si spostò con la sua famiglia nella roccaforte Bianca di Perm', insegnando all'ospedale dell'Università di Perm. I bolscevichi ripresero il controllo della città l'anno successivo e ancora una volta Derevenko venne costretto a fuggire, questa volta a Tomsk, dove divenne capo del distretto militare ospedaliero locale.
Venne arrestato dall'NKVD all'inizio degli anni '30 e giustiziato nel 1936 durante la Grande Purga.